# Echinocereus nicholii
Echinocereus nicholii ist eine Pflanzenart in der Gattung Echinocereus aus der Familie der Kakteengewächse (Cactaceae). Das Artepitheton nicholii ehrt den US-amerikanischen Biologen Andrew Alexander Nichol (1895–1961). Englische Trivialnamen sind „Golden Hedgehog“ und „Nichol’s Hedgehog Cactus“.

## Beschreibung
Echinocereus nicholii bildet von der Basis aus verzweigte große, lockere Gruppen, die aus bis zu 30 Trieben bestehen. Die aufrechten, zylindrischen Triebe sind 30 bis 60 Zentimeter lang und weisen Durchmesser von 5 bis 7 Zentimeter auf. Es sind zehn bis 13 Rippen vorhanden, die nicht deutlich gehöckert sind. Die auffallend langen Mitteldornen sind glasig weiß oder klar goldgelb. Die zwei bis sechs Mitteldornen, selten sind bis zu elf vorhanden, sind gerade und steif. Der unterste von ihnen weist eine Länge von 5 bis 6,2 Zentimeter auf. Die acht bis zwölf (selten bis zu 18) Randdornen sind spreizend, gerade und 0,8 bis 1,2 Zentimeter lang.
Die trichterförmigen Blüten sind rot bis blutrot. Sie erscheinen in der oberen Hälfte der Triebe, sind 5 bis 6,2 Zentimeter lang und erreichen ebensolche Durchmesser. Die eiförmigen anfangs grünen Früchte werden später rot und sind mit abfallenden Dornen besetzt.

## Verbreitung, Systematik und Gefährdung
Echinocereus nicholii ist in den Vereinigten Staaten im Südosten des Bundesstaates Arizona sowie im mexikanischen Bundesstaat Sonora verbreitet.
Die Erstbeschreibung als Echinocereus engelmannii var. nicholii durch Lyman David Benson wurde 1944 veröffentlicht. Bruce Dale Parfitt stellte die Art 1987 in die Gattung Echinocereus.
In der Roten Liste gefährdeter Arten der IUCN wird die Art als „Least Concern (LC)“, d. h. als nicht gefährdet geführt.

## Nachweise